# European Union (Withdrawal) Act 2018
 (juin 2018).
Lire en ligne

www.legislation.gov.uk (version originale)

www.legislation.gov.uk (version amendée)

L'European Union (Withdrawal) Act 2018, appelé aussi Great Repeal Act, est l'instrument par lequel le Royaume-Uni vise à intégrer dans son cadre juridique une large partie de l'acquis communautaire de l'Union européenne. 
La loi vise particulièrement le droit de l'Union ne nécessitant pas de dispositions d'application nationale, à l'image des règlements. Cette intégration vise à éviter tout vide juridique pouvant apparaitre à la suite de la sortie de la Grande Bretagne de l'Union européenne. Le Great Repeal Act ne s'appliquera qu'une fois le Royaume-Uni hors de l'Union. Cette intégration permettra à Londres d'abroger (repeal) les parties du droit de l'Union européenne intégré jugées incompatibles au regard des nouvelles options décrétées par Londres,.
En octobre 2016, Theresa May a promis une loi Great Repeal Bill, qui rapatrierait le European Communities Act 1972 et reformulerait dans la loi britannique tous les actes antérieurement en vigueur sous la loi européenne. Cette loi sera introduite en mai 2017, en session parlementaire et actée avant ou au cours de la négociation du Brexit ; elle n'entrera pas en vigueur avant la date de sortie (prévue en mars 2019). Elle devrait permettre une transition adoucie/lissée en assurant que chaque loi ou leur équivalent reste en vigueur jusqu'à ce qu'elle ne soit spécifiquement revue.
Le Great Repeal Act a été mis en avant par le gouvernement comme véhicule majeur de l'implication du Parlement britannique, y compris dans la possibilité d'en faire une alternative au vote sur l'accord de sortie de la Grande-Bretagne du Royaume-Uni.
La loi est entrée pleinement en vigueur le vendredi 31 janvier 2020 à 23h00, heure de Greenwich, bien qu'elle ait été modifiée par la loi de 2020 sur l'Union européenne (accord de retrait), qui a conservé l'effet de la loi de 1972 sur les Communautés européennes (ECA 1972) pendant la période de mise en œuvre et a formellement ratifié et incorporé l'accord de retrait dans le droit interne après que le Royaume-Uni a officiellement quitté l'Union européenne.

## Autorités dévolues
Une telle loi pourrait soulever des questions constitutionnelles en termes de dévolution au travers des nations du Royaume-Uni. L'approche du gouvernement écossais pour le Great Repeal Act est que cette loi nécessitera un consentement législatif du parlement écossais, dans la mesure où il légiférera dans des domaines de compétence écossaise. C'est aussi le Scotland Act 1998 qui indique que toutes législations établies par le parlement écossais doit satisfaire la loi européenne. Sans modification de celui-ci, Holyrood devra toujours suivre la loi européenne, à moins que Westminster n'altère cet aspect du Scotland Act si le gouvernement britannique doit suivre la convention pour gagner le consentement législatif du parlement écossais (pour amender cet acte).
Dans les administrations dévolues, les pouvoirs précédemment exercés par l'UE en relation au cadre des politiques communes seront concentrées au niveau du Royaume-Uni, permettant aux règles d'être changées dans le Royaume-Uni par des ministres des administrations dévolues qui auront le pouvoir d'amender la législation dévolue pour amender des lois qui ne fonctionneront plus avec le Brexit:ch.4.

## Contenu de la loi
Lorsque le projet de loi popularisé sous l'appellation Great Repeal Bill sera publiée, son appellation courte sera différente, car l'utilisation d'un mot insignifiant comme « great » n'est pas autorisée dans la dénomination officielle d'une loi britannique.
Un livre blanc publié le 30 mars 2017 stipule trois objectifs pour le projet de loi de Great Repeal Bill :
- Rapatrier le European Communities Act (1972) le jour de la sortie du Royaume-Uni de l'Union européenne
- Copier 20 000 éléments de la loi européenne dans le livre de statut du Royaume-Uni[10].
  - Convertir les lois européennes directement applicables (régulations de l'UE) en lois britanniques
  - Préserver toutes les lois qui ont été développées au Royaume-Uni pour transposer des obligations de l'Union européenne
  - S'assurer que les droits des traités européens qui sont invoqués en cour par des personnes physiques continueront d'être disponible dans la loi britannique
  - Donner à la jurisprudence de la CJUE la même force — c'est-à-dire la même valeur — dans les cours britanniques que la jurisprudence des décisions de la Cour suprême.
  - Mettre fin à la suprématie générale des lois européennes[8]:ch.2
- Créer des pouvoirs pour créer une secondary legislation[8]:ch.3 sous le  statutory instrument procedures.

En mars 2017 un rapport de Thomson Reuters a identifié 52 741 éléments de législation qui ont été actés depuis 1990. Le transfert de la législation européenne dans le loi britannique est donc la manière la plus rapide d'assurer la continuité législative.

## Critiques
Cette loi est critiquée en raison du grand nombre de pouvoirs qu'elle donnerait aux autorités du Royaume-Uni.